# Wieża ciśnień w Skwierzynie
Wieża ciśnień w Skwierzynie – wieża ciśnień znajdująca się w północno-zachodniej części Skwierzyny przy Rondzie Wojska Polskiego, przy zbiegu ulic Międzyrzeckiej i Poznańskiej. Zbudowana w latach 1929-1930, obecnie nieczynna.

## Historia
Budowę wieży rozpoczęto w 1929. Koszt jej budowy oceniany był na 3 tys. reichsmarek. Wieża była elementem równolegle tworzonego systemu wodociągów miejskich. Jej głównym celem było zapewnienie odpowiedniego ciśnienia wody w sieci wodociągowej. Budowę ukończono w 1930. Eksploatacja wieży trwała stosunkowo krótko, ponieważ pod koniec II wojny światowej została ona uszkodzona przez wkraczającą do Skwierzyny 30 stycznia 1945 Armię Czerwoną. O miasto nie toczyły się walki, jednak budowla ucierpiała z powodu ostrzału artyleryjskiego. Do dziś na południowej ścianie obiektu, na wysokości kilku pięter widoczne są ślady po pociskach. Z tego powodu wieża nie spełniała swojej roli. W 1979 przeprowadzono remont budynku, ze względu na konieczność rozwiązania problemu niskiego ciśnienia wody w sieci wodociągowej rozbudowującego się miasta. Ponowną eksploatację wieży ciśnień rozpoczęto 23 lipca 1979 o godz. 9:25. W 1984 uszczelniono zbiornik, a w 2006 przeprowadzono jego konserwację. Obecnie wieża jest nieczynna.

## Konstrukcja
Wieża ciśnień w Skwierzynie mierzy 45 metrów wysokości. Jest obiektem sześciokątnym, posadowionym na obrysie koła o średnicy 6,8 metra. Zbudowana jest z czerwonej cegły. Konstrukcja składa się z części cokołowej w dolnej partii budynku, trzonu oraz głowicy nakrytej dachem. W narożach obiektu znajdują się przypory. Od strony wschodniej budowli ulokowany jest portal, umożliwiający wejście do środka wieży. 
Pierwotnie budynek miał być wyższy. Według planów budowniczych, wieża miała być wyposażona w spadzisty dach wieżowy o wysokości 12 metrów, zwieńczony iglicą z lukarnami na każdej połaci dachu. Ostatecznie obiekt otrzymał niewielki dach kopulasty, osadzony na murze dwumetrowej wysokości, z oknami na każdej ze ścian, posadowiony na koronie zbiornika na wodę.
W górnej części wieży, od 29,7 do 39,45 metra jej wysokości, znajduje się zbiornik na wodę o pojemności 230 metrów sześciennych, wykonany z żelbetu.
Na szczycie wieży, przy północnej jej ścianie znajduje się niewielki pokój, który w latach PRL był najprawdopodobniej wykorzystywany przez Służbę Bezpieczeństwa jako punkt obserwacyjny.